# Bucket (bài hát)
"Bucket" là một ca khúc của nữ ca sĩ/nghệ sĩ người Canada Carly Rae Jepsen, phát hành vào tháng 4 năm 2009, là đĩa đơn thứ ba trích từ album phòng thu đầu tay của cô, Tug of War (2008). Ca khúc đã lọt vào bảng xếp hạng Canadian Hot 100 tại vị trí thứ 32.

## Video ca nhạc
Video ca nhạc chính thức được phát hành vào 5 tháng 8 năm 2009, trong video Carly và bạn bè của cô đang vui chơi trên bãi biển. Video này được quay tại Vancouver vào cuối tháng 4 năm 2009, và thời tiết lúc đó thì khá là "đông lạnh". Những người tham gia xuất hiện trong video đều là bạn bè ngoài đời của Carly, và cô nói rằng, cô cảm thấy rất thật như đang trong một bữa tiệc bãi biển chứ không phải là đang quay video nữa.

## Danh sách ca khúc
| Tải kĩ thuật số | Tải kĩ thuật số | Tải kĩ thuật số |
| STT             | Nhan đề         | Thời lượng      |
| --------------- | --------------- | --------------- |
| 1.              | "Bucket"        | 2:51            |

## Xếp hạng
| Bảng xếp hạng (2009)      | Vị trí cao nhất |
| ------------------------- | --------------- |
| Canada (Canadian Hot 100) | 32              |

## Lịch sử phát hành
| Quốc gia | Ngày          | Định dạng       | Hãng đĩa            |
| -------- | ------------- | --------------- | ------------------- |
| Canada   | Tháng 4, 2009 | Tải kĩ thuật số | Fontana, MapleMusic |

## Liên kết khác
- Trang web chính thức